# Abate

Stemma di un abate ordinario, a capo di una abbazia territoriale.

Stemma di un abate non ordinario.

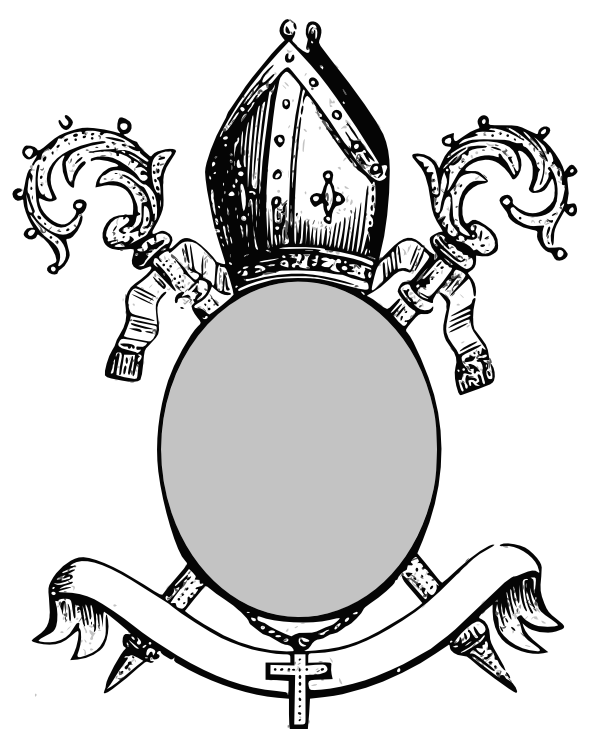
Prima della rivoluzione Francese

Abate è il titolo spettante al superiore di una comunità monastica di dodici o più monaci, particolarmente utilizzato nella Chiesa cattolica. Quando l'abate ha dignità vescovile è comunemente detto abate mitrato.
Non va confusa con la carica di priore, cui compete la responsabilità e il governo delle questioni più concrete e quotidiane legate alla vita del monastero, e che è seconda dopo quella dell'abate.
In Francia il termine abbé (abate) indica invece un presbitero ed è usato come trattamento di cortesia, come padre in altri paesi, o in Italia il don per i preti diocesani.

## Etimologia
La parola deriva dal latino ecclesiastico abbas, derivato dall'aramaico ܐܒܐ (abba, cioè "padre"). In Siria ed in Egitto esso venne inizialmente utilizzato come titolo onorifico e fu tributato ad ogni monaco di venerabile età o di eminente santità, non comportando originariamente l'esercizio di alcuna autorità sulla comunità religiosa. Dall'oriente poi, la parola passò in occidente, dove entrò nell'uso generale per designare il superiore di un'abbazia o di un monastero.

## Origini storiche del termine
Le prime comunità monastiche egiziane organizzate si formarono all'inizio del IV secolo. Intorno all'anno 305, sant'Antonio abate introdusse una nuova forma di vita comunitaria organizzando gli eremiti che si erano raggruppati intorno a lui nella Tebaide; un secondo tipo di monachesimo, quello conventuale, fu istituito da san Pacomio che, all'incirca nello stesso periodo, fondò il suo primo coenobium, o monastero conventuale, a Tabennae, un'isola nell'estremo sud dell'Egitto. Ambedue i sistemi si diffusero rapidamente e presero presto piede in Palestina, Siria, Mesopotamia, e Anatolia. Dalla metà del IV secolo il monachesimo apparve anche in Europa dove, all'inizio del VI secolo, san Benedetto da Norcia, gli diede la forma definitiva e lo fornì delle costituzioni che gli avrebbero permesso di affermarsi in tutto l'occidente. Ogni gruppo di eremiti ed ogni coenobium aveva naturalmente il suo superiore. Il titolo che gli spettava variava da organizzazione ad organizzazione. Ad oriente di solito il più anziano veniva designato come il padre del monastero. In Asia Minore e fra i greci veniva generalmente chiamato archimandrita (da archos, capo, e mandra, moltitudine) o hegumenos.
In origine tra le due parole sembra non ci fossero differenze di significato, ma in seguito, sotto Giustiniano, il titolo di archimandrita fu riservato esclusivamente ai superiori dei monasteri più antichi o più importanti. Entrambi i titoli sono stati conservati ed a tutt'oggi vengono utilizzati per designare i superiori dei conventi della Chiesa Orientale. San Cassiano abate, che all'inizio del V secolo aveva importato il monachesimo egiziano in Gallia, veniva chiamato Abbas, Pater, e Dominus; egli stesso definì il superiore del monastero Praepositus. La parola praepositus, nel significato di superiore monastico, appare anche nell'Africa romana ed in altri luoghi dell'occidente, ma già verso la fine del V secolo era stata completamente sostituita dal termine abbas. San Benedetto, nella sua Regola scritta intorno al 540, assegnò al praepositus una posizione subordinata e limitò l'uso del titolo di abbas al superiore del monastero. Grazie alla Regola del grande Patriarca del monachesimo occidentale, l'uso del titolo di abbas fu definitivamente sancito e fu utilizzato in tutti i conventi europei.

## L'ufficio di abate
La concezione benedettina di una comunità monastica era chiaramente quella di una famiglia spirituale. Ogni singolo monaco doveva essere figlio di quella famiglia, l'abate suo padre, ed il monastero la sua casa permanente. Sull'abate perciò, come su qualsiasi padre di famiglia, ricadono le incombenze di indirizzo e di governo di coloro che sono affidati alle sue cure; il suo operato dovrebbe essere caratterizzato da una paterna sollecitudine. San Benedetto dice che «un abate degno di essere responsabile di un monastero dovrebbe sempre ricordare a che titolo è chiamato», e che «considerando che è stato chiamato in Suo nome, nel monastero rappresenta la persona di Cristo» (Regola di San Benedetto, II). Il sistema monastico stabilito da San Benedetto era completamente basato sulla supremazia dell'abate.
Sebbene la Regola dia all'abate indicazioni di governo, gli fornisca i principi in base ai quali agire e lo costringa a seguire determinate prescrizioni, come la consultazione con altri per questioni particolarmente complicate, i monaci sono obbligati a rispettare senza domande o esitazioni le decisioni del superiore. È chiaramente superfluo dire che questa obbedienza non vale in caso di ordini volti a fare del male. L'obbedienza mostrata all'abate è considerata come obbedienza dovuta a Dio stesso, e tutto il rispetto e la reverenza con cui viene trattato dai fratelli gli vengono dati grazie all'amore per Cristo, perché come abate (padre) è il rappresentante di Cristo in mezzo ai fratelli. L'intero governo di una casa religiosa ricade sulle spalle dell'abate. La sua volontà è suprema in tutte le cose; come dice la Regola, nulla sarà insegnato, sarà comandato, o sarà ordinato oltre i precetti di Dio.
Tutti coloro che lo assistono nel governo della casa vengono nominati da lui e da lui derivano la loro autorità. L'abate può congedarli a sua discrezione. In virtù del suo ufficio è anche l'amministratore dei beni materiali della comunità, esercita la supervisione generale per il mantenimento della disciplina monastica, provvede alla custodia della Regola, punisce e, in caso di bisogno, scomunica il refrattario, presiede il coro durante la recita dell'ufficio e del servizio divino e impartisce le benedizioni. In parole povere, unisce nella sua persona l'ufficio di padre, insegnante e direttore, ed è suo preciso dovere assicurarsi che tutte le cose della casa del Signore siano amministrate saggiamente.

## Tipi di abate

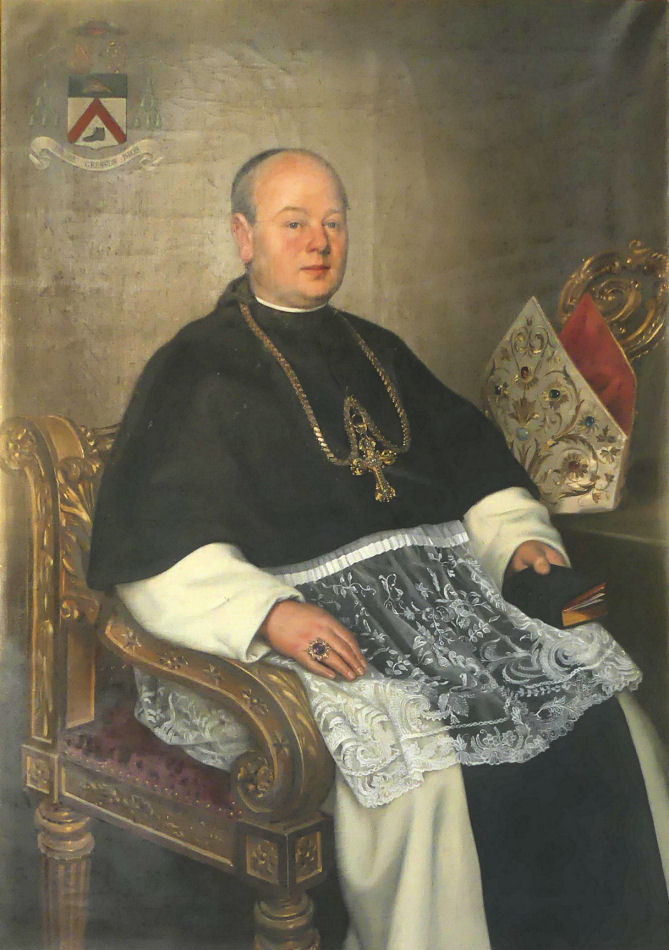
Thomas Schoen 1903, OCist.

### Abate regolare
Secondo il diritto canonico, viene definito abate regolare un Abate regolarmente eletto e confermato che eserciti i doveri del suo ufficio. Gli abati regolari sono prelati nel vero senso della parola e la loro dignità è divisa in tre gradi.
- Un abate che presiede solamente ecclesiastici e laici legati al suo monastero appartiene al grado più basso e la sua giurisdizione comporta quella che è chiamata esenzione passiva (exemptio passiva) dall'autorità del vescovo diocesano.
- Se la giurisdizione di un Abate si estende, oltre i limiti della sua abbazia, sugli abitanti, sia ecclesiastici che laici, di un certo distretto o territorio che formano parte integrante della diocesi di un vescovo, appartiene al grado intermedio (praelatus quasi nullius dioecesis) e la sua esenzione è chiamata attiva (exemptio activa).
- Infine, quando un Abate ha giurisdizione sul clero e sui laici di un distretto o territorio (comprendente una o più città) che si estende su più diocesi, la sua abbazia è disegnata vere nullius dioecesis (di nessuna diocesi) e, eccettuati solo alcuni diritti[non chiaro], per il suo esercizio è richiesto l'ordo episcopalis. La sua autorità è pari a quello di un vescovo. Questo è il terzo e più alto grado della dignità di Abate. Negli Stati Uniti d'America e nel Regno Unito non c'è alcuna abbazia vere nullius. Negli altri paesi, fra le abbazie di questa classe possono essere menzionate: in Italia, l'arciabbazia di Montecassino, fondata da san Benedetto intorno al 529; l'abbazia di Subiaco, attualmente composta da una sola parrocchia; l'abbazia di Santa Maria V.G. e i XII Apostoli in Bagnara Calabra, fondata dal conte Ruggero I di Sicilia l'anno 1085; l'abbazia Montevergine, nei pressi di Avellino e fondata da san Guglielmo da Vercelli nel 1124, l'abbazia della Santissima Trinità di Cava, fondata nel 1011 e l'abbazia di Monte Oliveto Maggiore, fondata nel 1313 da san Bernardo Tolomei. In Svizzera, l'abbazia di Einsiedeln, fondata intorno al 934. In Ungheria, l'arciabbazia di San Martino (Martinsberg), fondata nel 1001 da santo Stefano, re d'Ungheria. In Australia occidentale l'abbazia di Nuova Norcia.

Tutte le abbazie esenti, non importa a quale titolo canonico o quale sia il grado della loro esenzione, sono sotto la giurisdizione diretta della Santa Sede. Il termine esente non si applica ad un Abate nullius perché la sua giurisdizione è completamente extraterritoriale. All'interno dei limiti del suo territorio tale Abate ha, con poche eccezioni, i diritti ed i privilegi di un vescovo, e si assume anche tutti i suoi obblighi. In ogni caso, gli abati di secondo grado la cui autorità (sebbene quasi vescovile) è intradiocesana, non possono essere considerati vescovi, né possono pretendere diritti e benefici vescovili, tranne, naturalmente, coloro ai quali sono stati accordati direttamente dalla Santa Sede.

### Abate generale o abate presidente o arciabate e abate primate
Quando i cenobi nei quali è seguita la stessa regola, o le abbazie della stessa provincia, distretto, o paese, formano una congregazione, cioè una federazione di case per promuovere gli interessi generali dell'Ordine, l'abate che la presiede può essere chiamato "abate primate", "abate presidente", "abate generale" o "arciabate".

### Abate titolare e abate secolare

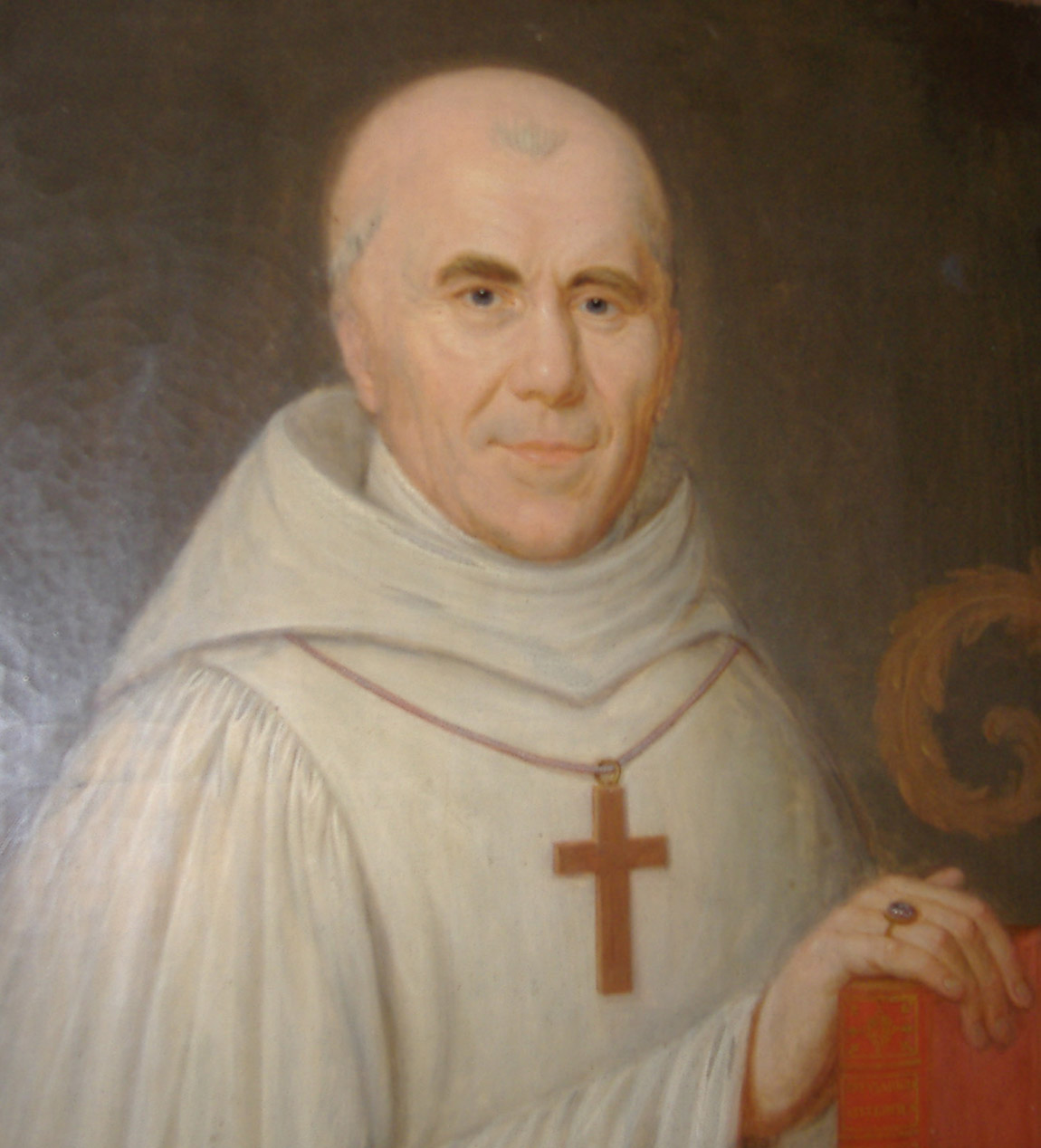
Dom Bernard de Girmont, primo abate di Port du Salut, nel 1815

Un ulteriore tipo di abate regolare è l'"abate titolare". Un abate titolare detiene il titolo di un'abbazia che è stata distrutta o è stata soppressa, ma non esercita alcuna delle funzioni di un abate e non ha sotto di sé alcun soggetto che appartenga al monastero da cui deduce il suo titolo.
La legge della Chiesa riconosce anche gli "abati secolari", chierici che, sebbene non siano membri professi di alcun ordine monastico, possiedono un titolo abbaziale come beneficio ecclesiastico, detenendo anche alcuni privilegi dell'ufficio. Questi benefici, che originariamente appartenevano a case monastiche, con la loro soppressione furono trasferiti ad altre chiese. Ci sono varie classi di abati secolari: alcuni hanno diritto ad usare l'insegna pontificale; altri hanno solamente la dignità abbaziale senza alcuna giurisdizione, mentre un'altra classe ancora detiene in alcune cattedrali la dignità principale ed il diritto di precedenza nel coro e nelle riunioni, in virtù del retaggio di antiche chiese conventuali soppresse o distrutte che erano chiese cattedrali.

### Abate imperiale
"Abate imperiale" era colui che guidava un'"abbazia imperiale".
Le "abbazie imperiali" (in tedesco: Reichsabteien o Reichsklöster oppure Reichsstifte) erano delle case religiose del Sacro Romano Impero che per gran parte della loro esistenza avevano mantenuto lo stato di Reichsunmittelbarkeit ("protettorato imperiale"): in virtù di questo, molte di essere erano sottoposte alla sola autorità imperiale e molti territori ad esse relativi erano sovrani (ma di ridotte dimensioni), indipendente da qualsiasi altra realtà territoriale. Questo status apportava numerosi vantaggi politici e finanziari, come l'immunità legale dalla locale autorità del vescovo, oltre a diritti e donativi di varia natura e provenienza.
Il capo di un'abbazia imperiale era solitamente un "abate imperiale" (Reichsabt) o, per le abbazie femminili, una "badessa imperiale" (Reichsäbtissin). Il capo di un Reichspropstei - un prevostato imperiale o un priorato - era generalmente un Reichspropst. Molte delle abbazie più grandi avevano il ruolo di principati ecclesiastici ed erano guidati da un "principe abate" o da un "principe prevosto" (Fürstabt, Fürstpropst), con uno status comparabile a quello di principe vescovo.

### Altri tipi di abate
Nei primi secoli del Medioevo il titolo di abate non era dovuto solo ai superiori di case religiose, ma anche da un certo numero di persone, ecclesiastici e laici, che non avevano alcuna attinenza col sistema monastico. San Gregorio di Tours, per esempio, lo utilizzò per designare il superiore di un gruppo di presbiteri secolari legato a certe chiese e più tardi, sotto i Merovingi ed i Carolingi, fu usato per designare il cappellano della famiglia reale, abbas palatinus, ed il cappellano militare del re, abbas castrensis. Dai tempi di Carlo Martello fino all'XI secolo fu adottato anche dai laici, gli abbacomites, o abbates milites, per la gran parte nobili dipendenti dalla corte, o vecchi ufficiali, a cui il sovrano assegnava una porzione dei redditi prodotti da qualche monastero come ricompensa per il servizio militare prestato. Gli "abati commendatari" (ecclesiastici secolari che non avevano un'abbazia in titulo, ma in commendam) ebbero origine dal sistema delle commende, comune dall'VIII secolo in poi. In un primo momento essi erano semplicemente dei fiduciari a cui era affidata l'amministrazione di un'abbazia durante la vacanza dell'abate regolare, ma con il passare del tempo trattennero l'Ufficio a vita e pretesero una parte dei redditi per il mantenimento personale. La pratica di nominare abati commendatari portò a seri abusi e fu regolata severamente dal Concilio di Trento. Questa pratica oggi è completamente scomparsa.

## Metodi di elezione
Agli albori delle istituzioni monastiche, il primo superiore della casa era, di solito, il suo fondatore; in ogni altro caso l'abate veniva nominato o eletto. Alcuni abati, in realtà, si scelsero i successori, ma furono casi veramente eccezionali. In molti luoghi, quando si creava una vacanza, il vescovo della diocesi sceglieva un superiore fra i monaci del monastero, ma sembra che, fin dall'inizio, la nomina di un abate avvenisse tra i monaci stessi. San Benedetto ordinò (Regola, LXIV) che l'abate dovesse essere scelto "con il beneplacito dell'intera comunità, o di una piccola parte, purché la sua scelta venisse fatta con la massima saggezza e discrezione." Il vescovo della diocesi, gli Abati e i Cristiani del vicinato venivano chiamati per contestare l'eventuale elezione di un uomo indegno. Ogni casa religiosa che professa la sua Regola ha adottato il metodo prescritto dal grande legislatore monastico e col passare del tempo, il diritto dei monaci di eleggere il loro proprio abate è stato generalmente riconosciuto, in particolar modo dopo la solenne conferma nei canoni della Chiesa. Ma durante il Medioevo, quando i conventi erano ricchi e potenti, re e principi gradualmente abusarono dei diritti dei monaci, fino a che nella maggior parte dei paesi il sovrano usurpò completamente il potere di nominare abati in molte delle più grandi case del suo reame. Queste interferenze della corte negli affari del chiostro erano al contempo fonte di molti mali ed occasione di gravi disturbi. I loro effetti sulla disciplina monastica furono disastrosi: i diritti del chiostro furono ripristinati solo con il Concilio di Trento.
In base alla legislazione attuale, l'abate è eletto a vita, a suffragio segreto, dei membri professi in sacris della comunità. Per essere eleggibile, il candidato deve essere in possesso di tutte le caratteristiche previste dai canoni della Chiesa. È inoltre necessario che sia un presbitero, un membro professo dell'ordine, di nascita legittima e di almeno venticinque anni d'età. L'elezione per essere valida deve essere tenuta nella maniera prescritta dalla legge comune della Chiesa e come stabilito negli statuti o costituzioni di ogni congregazione. Nelle congregazioni inglesi ed americane l'abate di un monastero viene eletto a vita con la maggioranza dei due terzi dei voti dei membri professi in sacris del capitolo. Gli abati poi, quando è necessario, eleggono l'abate presidente.
Le abbazie esenti poste sotto la giurisdizione diretta del Papa devono, entro un mese, richiedere alla Santa Sede la conferma dell'elezione; le case non esenti, entro tre mesi, al vescovo della diocesi. La conferma conferisce all'abate eletto lo jus in re, e, non appena la ottiene acquisisce immediatamente i doveri ed i diritti del suo ufficio. Alla dignità abbaziale è legata la perpetuità canonica: semel abbas, semper abbas; anche dopo eventuali dimissioni, la dignità perdura ed il titolo rimane. Le abbazie benedettine statunitensi ed inglesi godono dell'esenzione; per l'America, gli Abati neoeletti vengono confermati direttamente dal papa; in Inghilterra, secondo l'ultima Costituzione, Diu quidem est (1899), vengono confermati dall'Abate Presidente a nome della Santa Sede.

## Benedizione dell'abate
Dopo la conferma ecclesiastica, il neoeletto abate viene solennemente benedetto secondo il rito prescritto nel Pontificale Romanum (De benedictione Abbatis). Fin dalla Costituzione di Benedetto XIII, Commissi Nobis del 6 maggio 1725, tutti gli abati regolari sono obbligati a ricevere dal vescovo della diocesi questa benedizione (o, almeno, a richiederla formalmente per tre volte) entro un anno dalla loro elezione; se non riescono a far tenere la cerimonia entro i tempi stabiliti, incorrono ipso jure in una sospensione dall'ufficio per il periodo di un anno. Nel caso la richiesta non sia soddisfatta per la terza volta dal vescovo diocesano o dal metropolita, l'abate è libero di ricevere la benedizione da qualsiasi vescovo in comunione con Roma.
La Costituzione dichiara espressamente che gli abati neoeletti possono lecitamente e validamente compiere tutti i doveri del loro ufficio nel periodo di tempo che precede la loro benedizione solenne. Tuttavia, va notato che la legislazione voluta da Benedetto XIII non si applica a quegli abati che hanno il privilegio di ricevere la benedizione dai loro superiori diretti, né a quelli la cui elezione e conferma è ipso facto considerata come benedetta dal papa. Per l'esercizio dell'ufficio di abate, la benedizione non è in sé essenziale: non conferisce giurisdizioni aggiuntive e non comporta nessuna grazia sacramentale o carisma. Per ricevere la benedizione, un Abate nullius può fare appello a qualsiasi vescovo in comunione con la Santa Sede. In base alla Costituzione di Leone XIII, Diu quidem est (1899), per essere benedetti, gli abati della Congregazione inglese sono tenuti a presentarsi all'ordinario diocesano entro sei mesi dall'elezione e nel caso in cui il diocesano sia prevenuto, possono ricevere la benedizione da qualsiasi vescovo cattolico.
La cerimonia che in solennità differisce solo leggermente da quella della consacrazione di un vescovo, si svolge durante il sacrificio della messa, dopo l'epistola. Le parti relative all'ordine episcopale vengono chiaramente omesse, ma prima della benedizione l'abate giura fedeltà alla Santa Sede e, come il vescovo, viene sottoposto ad un esame canonico. Riceve le insegne del suo ufficio, la mitra, il pastorale, l'anello ecc., dalle mani del prelato che officia ed all'Offertorio gli presenta due piccoli barili di vino, due pagnotte di pane e due grossi ceri; celebra la messa con il vescovo e riceve la santa comunione dalle sue mani. Durante il Te Deum l'abate appena benedetto, con mitra e pastorale, viene accompagnato attraverso la navata della chiesa da due abati assistenti e benedice l'assemblea. Al ritorno al suo posto nel santuario (se è nella sua chiesa), i monaci della comunità vengono, uno alla volta, ad inginocchiarsi davanti al loro nuovo superiore per rendergli omaggio e per ricevere il bacio della pace. La cerimonia si conclude con una benedizione solenne impartita dal nuovo abate di fronte all'altare principale. Secondo il pontificale romanum, il giorno scelto per la funzione deve essere una domenica o un giorno di festa. Il solenne rito della benedizione, una volta compiuto, non deve essere ripetuto in caso di trasferimento dell'Abate da un monastero ad un altro.

## Autorità dell'abate
L'autorità di un abate interessa due aspetti, uno relativo al governo esterno della casa l'altro al governo spirituale dei suoi soggetti. Nel primo caso si tratta di un'autorità paterna o domestica, basata sulla natura della vita religiosa e sul voto di obbedienza, nel secondo caso si tratta di un potere quasi episcopale. La sua autorità interna conferisce all'abate i poteri per amministrare le proprietà dell'abbazia, mantenere la disciplina all'interno della casa, costringere i religiosi, anche attraverso sanzioni, ad osservare la Regola e le costituzioni dell'ordine, ed ordinare qualsiasi cosa possa essere necessaria per il mantenimento della pace e dell'ordine all'interno della comunità. Il potere di giurisdizione, quasi episcopale, che possiede l'abate, sia in foro interno che in foro externo, lo autorizza ad assolvere coloro che gli sono soggetti da tutti i casi di coscienza tranne quelli specialmente riservati, e delegare questo potere ai preti del suo monastero; si può riservare gli undici casi enumerati nelle Costituzioni di Clemente VIII, Ad futuram rei memoria; può infliggere censure ecclesiastiche; può dispensare i membri della sua casa nei casi in cui solitamente la dispensa viene concessa dal vescovo della diocesi. Chiaramente non può dispensare un religioso dai voti di povertà, castità ed obbedienza.
Gli abati, come i monaci su cui avevano potere, erano originalmente laici, e sottoposti al vescovo della diocesi. Non passava comunque molto tempo prima che diventassero ecclesiastici. Verso la fine del V secolo, comunque, la maggior parte degli abati orientali era stato ordinato. La situazione fu sanata più lentamente ad occidente, ma alla fine del VII secolo, anche qui quasi tutti gli abati rivestivano la dignità del sacerdozio ministeriale. Un concilio tenuto a Roma nell'826, durante il pontificato di Eugenio II, sancì l'ordinazione degli abati, ma il canone sembra non essere stato seguito rigidamente, perché nell'XI secolo si legge ancora di alcuni abati che erano solamente diaconi. Il Concilio di Poitiers (1078) finalmente obbligò tutti gli abati, sotto la pena della privazione del titolo, a ricevere gli ordini sacerdotali. Da questo punto in poi il potere e l'influenza degli abati aumentò sia all'interno della Chiesa che dello Stato. Alla fine del Medioevo il titolo di abate era visto come uno dei più ambiti. In Germania undici abati assursero al rango di principi dell'Impero e presero parte alle riunioni delle diete con tutti i diritti ed i privilegi dei principi. Gli abati di Fulda esercitarono anche un potere supremo sulle dieci miglia quadrate che circondavano l'abbazia. Nel Parlamento inglese gli abati formavano la massa dei pari spirituali. La posizione che ricoprivano in ogni angolo del paese diede un ulteriore impulso alla loro figura di nobili e magnati locali e come tali erano parificati ai baroni o ai conti del lignaggio più nobile. Sul blasonato Roll of the Lords, Lord Richard Whiting e Lord Hugh Farringdon (Abati di Glastonbury e di Reading) erano parificati ad un Howard e ad un Talbot. In Francia, Spagna, Italia, e Ungheria il loro potere e la loro influenza erano parimenti grandi, e continuarono fino al Concilio di Trento.

## Diritti e privilegi
Tutti gli abati regolari hanno il diritto di effettuare la tonsura e di conferire gli ordini minori ai membri professi della loro casa. Già dal 787, in occasione del secondo Concilio di Nicea, si permise agli abati, purché fossero presbiteri ed avessero ricevuto la solenne benedizione, di effettuare la tonsura e di promuovere i monaci all'ordine dei lettori. Il privilegio garantitogli da questo Concilio fu gradualmente esteso finché non abbracciò tutti gli ordini minori. Con il passare del tempo gli abati furono autorizzati a conferirli non solo ai membri regolari della casa, ma anche al clero secolare.
Tuttavia, il Concilio di Trento stabilì che «d'ora innanzi non sarà legale per gli abati [...] anche se esenti... conferire la tonsura e gli ordini minori ad altri che non siano i membri della loro casa, né detti abati potranno accordare lettere di presentazione di chierici secolari al fine di farli ordinare da altri». Da questo decreto risulta chiaro che gli abati hanno tuttora il diritto di conferire la tonsura e gli ordini minori, ma solo ai membri della loro casa. Perciò, novizi, oblati, regolari di un altro ordine o congregazione e secolari non possono essere promossi dall'abate. Persino gli abati vere nullius, che esercitano sul loro territorio una giurisdizione episcopale, a meno che non abbiano speciali privilegi, non possono conferire gli ordini minori ai secolari loro soggetti. Riguardo alla questione della validità degli ordini conferiti da un abate, che travalichi i propri limiti, i canonisti sono in disaccordo.
Alcuni sostengono che tali ordini sono assolutamente non validi, altri sostengono che, nonostante illecitamente conferiti, restano validi. Quest'ultima opinione sembra essere stata più volte appoggiata dalle decisioni della Sacra Congregazione del Concilio. Una questione ancora più dibattuta è quella che riguarda la concessione del diaconato. Alcuni canonisti sostengono che il diaconato sia un ordine minore e che prima di Papa Urbano II (1099) gli abati avrebbero potuto conferirlo. Ma dopo la bolla Exposcit tuae devotioni del 9 aprile 1489 di Innocenzo VIII in cui si dice che questo privilegio fu garantito solo ad alcuni abati cistercensi, richieste di questo genere non sono più sostenibili.
Secondo la legge della Chiesa, gli abati possono fare lettere di presentazione per i membri della loro casa autorizzando e raccomandando la loro ordinazione, ma non possono farlo per i secolari senza incorrere in una sospensione. Gli abati sono anche autorizzati a dedicare le loro abbazie ed i cimiteri del monastero ed a riconsacrarli in caso di sconsacrazione. Possono benedire paramenti sacri, lini d'altare, cibori e quant'altro per i membri della casa e possono consacrare altari e calici per la loro chiesa.
Nella catena gerarchica ecclesiastica sono immediatamente sotto i vescovi, preceduti solo dai protonotarii partecipantes e dal vicario generale della diocesi. Si può aggiungere che gli Abati nullius dioecesis vengono nominati dal Papa in un concistoro pubblico e che, all'interno del territorio sul quale esercitano la loro giurisdizione, il loro nome, come quello del vescovo diocesano, viene inserito nel Canone della Messa.
L'uso delle insegne pontificali, mitra, pastorale, croce pettorale, anello, guanti e sandali, è uno dei più antichi privilegi concessi agli Abati. Non si sa con certezza quando questo privilegio sia stato introdotto, ma intorno al 643 l'abbazia di Bobbio sembra abbia ottenuto da papa Teodoro I delle costituzioni che confermavano tale privilegio concesso da papa Onorio I all'abate.
In Inghilterra, le insegne pontificali furono assegnate per la prima volta all'abate di Sant'Agostino a Canterbury nel 1063 e quasi cento anni più tardi all'abate di St Albans (St Albans Cathedral). Il privilegio fu gradualmente esteso alle altre abbazie fino a che, alla fine del Medioevo, ogni casa monastica di una certa importanza non fu presieduta su da un Abate mitrato. Il diritto degli Abati di celebrare pontificali è regolato da un Decreto di papa Alessandro VII. In base ai termini del decreto, un Abate può pontificare per tre giorni l'anno.
L'uso del candeliere eptabraccio, normale in un Pontificale Solenne, gli è precluso. La mitra dell'Abate deve essere confezionata con materiale meno costoso rispetto a quella del vescovo ed il pastorale deve avere un ciondolo di panno bianco. L'Abate non può avere un trono permanente nella sua chiesa monastica, ma gli è permesso, solamente quando celebra un pontificale, usare un trono movibile con due gradini ed un semplice baldacchino. Ogni qualvolta le funzioni rituali lo richiedano, ha anche il privilegio di usare mitra e pastorale. Come segno di distinzione speciale, alcuni Abati sono autorizzati dalla Santa Sede ad usare la cappa magna, e tutti gli Abati nullius possono vestire la berretta viola paonazzo e lo zucchetto dello stesso colore, identico a quello dei Vescovi, mentre gli Abati semplici portano lo zucchetto nero di seta filettato paonazzo, come in uso per alcuni prelati canonici e per i protonotari apostolici (l'abate di Sant'Ambrogio, dell'omonima basilica di Milano, se non è vescovo porta questo zucchetto nero filettato di viola paonazzo, per speciale ed antica concessione).

## Presenza a concili e sinodi
Gli abati iniziarono a presenziare ai concili ecclesiastici fin da molto presto. Nel 448, 23 archimandriti ed abati assistettero a quello tenuto da Flaviano, patriarca di Costantinopoli e, insieme a 30 vescovi firmarono la condanna di Eutiche. In Francia, sotto i re Merovingi, spesso presenziavano ai sinodi come delegati dei vescovi, mentre nell'Inghilterra sassone ed in Spagna la presenza di superiori monastici ai concili della Chiesa era assolutamente normale. Comunque, in occidente, la loro presenza non divenne una pratica comune fino all'ottavo Concilio di Toledo (653), a cui presenziarono 10 abati che, in virtù della loro carica pastorale, sottoscrissero tutte le delibere.
Dall'VIII secolo in poi, gli abati ebbero anche voce in capitolo nei concili ecumenici. Si deve rimarcare che più tardi gli Abati vennero invitati ad assistere a tali concili ed ebbero facoltà di voto perché anche loro, come i vescovi, esercitavano un potere giurisdizionale nella Chiesa di Dio. A questo proposito papa Benedetto XIV disse: «Item sciendum est quod quando in Conciliis generalibus soli episcopi habebant vocem definitivam, hoc fuit quia habebant administrationem populi [...] Postea additi fuere Abbates eâdem de causâ, et quia habebant administrationem subjectorum.» Nel giuramento dell'Abate neoeletto, prima di ricevere la benedizione è previsto anche il dovere di presenziare ai concili: Vocatus ad synodum, veniam, nisi praepeditus fuero canonica praepeditione (Pontificale Romano, De Benedictione Abbatis).
Nell'espletamento di questo dovere l'Abate deve essere guidato dai sacri canoni. Secondo l'uso attuale della Chiesa, tutti gli Abati nullius diocesis o con giurisdizione quasi episcopale hanno il diritto di assistere ai concili ecumenici. Inoltre hanno il diritto di voto e possono sottoscrivere le delibere. Devono essere presenti anche gli abati presidenti di congregazione e gli abati generali di un ordine. Anche loro hanno diritto di voto. Le altre classi di abati non furono ammesse al Concilio Vaticano del 1870. Nei sinodi provinciali e nei concili nazionali gli Abati nullius hanno, de jure, un voto decisivo, e firmano le delibere dopo i vescovi. La loro presenza a questi sinodi non è per loro un semplice diritto, ma è un dovere. Secondo quanto prescritto dal Concilio di Trento, sono obbligati, "come i vescovi che non sono soggetti ad alcun arcivescovo, a scegliere un metropolitano ai cui sinodi dovranno presenziare", e sono tenuti ad "osservare ed a far osservare ciò che lì sarà deciso".
Sebbene gli altri abati non debbano essere chiamati de jure ai concili provinciali o nazionali, è usanza, in più paesi, invitare anche gli Abati mitrati che hanno giurisdizione solo sui loro conventi. Così, al Secondo Concilio Plenario di Baltimora (1866) erano presenti sia l'abate dei cistercensi che l'abate presidente della congregazione Statunitense Cassinese dei Benedettini ed entrambi hanno firmato le delibere. Al terzo Concilio Plenario di Baltimora (1884) erano presenti sei Abati mitrati, due dei quali, l'abate presidente della congregazione Statunitense Cassinese e della congregazione Statunitense Svizzero Benedettina, esercitarono il diritto di voto decisivo, mentre gli altri quattro avevano solamente una funzione consultiva e sottoscrissero le delibere soltanto come uditori. Nella pratica comune, generalmente, gli Abati esenti non sono obbligati a partecipare ai sinodi diocesani.